# Georges-André Chevallaz
Georges-André Chevallaz (ur. 7 lutego 1915 w Lozannie, zm. 8 września 2002) – szwajcarski polityk, prezydent.
Studiował historię na uniwersytecie w Lozannie, później w Paryżu; obronił doktorat. Pracował jako wykładowca w Wyższej Szkole Handlowej w Lozannie, w latach 1955–1957 na uniwersytecie w Lozannie. Działał w Szwajcarskiej Partii Radykalno-Demokratycznej; 1957-1973 był prezydentem Lozanny, 1959-1973 zasiadał w izbie niższej parlamentu (Radzie Narodowej). Kierował organizacją partyjną w Lozannie (1953-1957) i kantonie Vaud. W latach 1966–1973 przewodniczył Związkowi Miast Szwajcarskich; wchodził w skład zarządu centralnego radia i telewizji szwajcarskiej.
5 grudnia 1973 został wybrany w skład rządu szwajcarskiego - Rady Związkowej. Zajął miejsce Nello Celio i stanął na czele departamentu finansów i ceł. Od 1980 kierował departamentem wojskowym. W 1979 był zastępcą przewodniczącego, a w 1980 przewodniczącym Rady Związkowej (prezydentem Szwajcarii). Zakończył pracę w rządzie 31 grudnia 1983 i został zastąpiony przez Jeana-Paula Delamuraza.
Był autorem prac naukowych z historii.